# Râul Beia
Râul Beia este un afluent al râului Paloșul. 

## Hărți
- Harta Județului Brașov